# Massima (nome)
Massima  è un nome proprio di persona italiano femminile.

## Varianti
- Alterati: Massimina[1], Massimilla[1]
- Maschili: Massimo[1]

### Varianti in altre lingue
- Francese: Maxime
- Latino: Maxima[1][2]
  - Alterati: Maximilla[1]
- Polacco: Maksyma
- Spagnolo: Máxima[2]

## Origine e diffusione
È la forma femminile del nome Massimo, che si basa sul latino maximus ("il più grande").

## Onomastico
L'onomastico si può festeggiare in memoria di diverse sante, alle date seguenti:
- 26 marzo, santa Massima, martire con il marito san Montano a Sirmio[4][5]
- 8 aprile, santa Massima, martire assieme ai santi Gianuario e Macaria in Africa[6]
- 16 maggio, santa Massima, religiosa presso Fréjus[5]
- 30 luglio, santa Massima, vergine e martire a Tebourba con le sante Donatilla e Seconda sotto Diocleziano[4][5]
- 2 settembre, santa Massima, martire a Roma con sant'Ansano sotto Diocleziano[7]
- 1º ottobre, santa Massima, martire a Lisbona assieme ai fratelli Giulia e Verissimo[4]
- 16 ottobre, santa Massima, vergine e martire in Africa[4]
- 26 novembre, santa Massima, vergine, seguace di san Germano di Auxerre[4]

## Persone

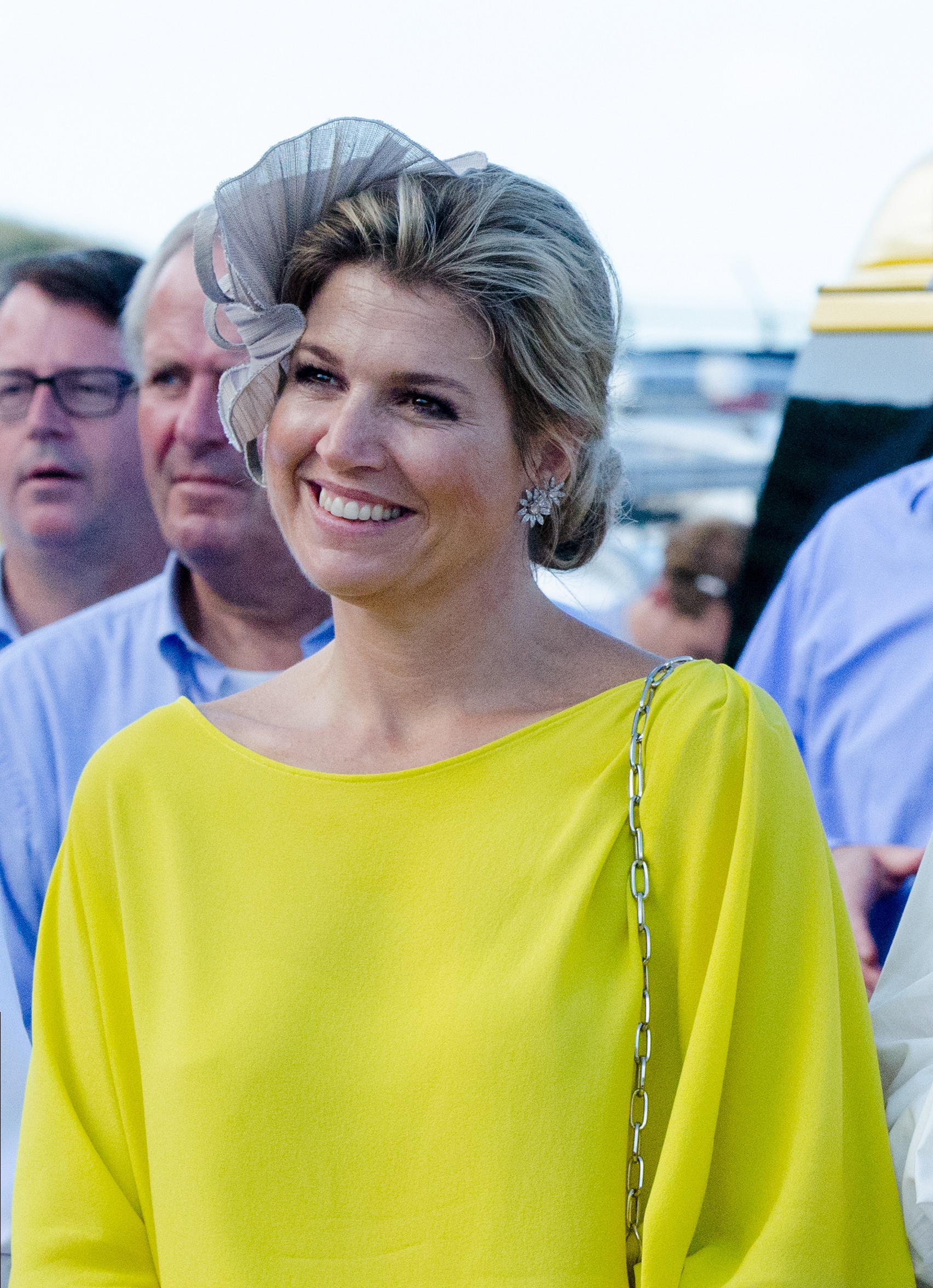
Máxima Zorreguieta

### Varianti
- Máxima Zorreguieta, regina consorte dei Paesi Bassi

## Il nome nelle arti
- Maxima è un personaggio dei fumetti DC Comics.